# League Cup 1982/83
Der League Cup 1982/83 war die 23. Austragung des seit 1960 existierenden englischen League Cup.
Der Wettbewerb startete am 30. August 1982 mit der Ersten Runde und endete am 26. März 1983 mit dem Finale in Wembley. Der Titel ging an den Titelverteidiger FC Liverpool, der Manchester United im Finale mit 2:1 nach Verlängerung bezwang. Liverpool gewann damit nach 1981 und 1982 zum dritten Mal in Folge den englischen Ligapokal. Manchester United stand zum ersten Mal im Finale dieses Wettbewerbs und gewann zwei Monate später den FA Cup 1982/83. Nach der frühen Führung für United durch den 17-jährigen Norman Whiteside, glich Alan Kennedy in der 75. Minute für Liverpool aus. Ronnie Whelan erzielte in der achten Minute der Verlängerung den Siegtreffer und sorgte damit für den letzten Pokalerfolg der Trainerlegende Bob Paisley.

## Erste Runde
|                   | Gesamt          |                     | Hinspiel | Rückspiel |
| ----------------- | --------------- | ------------------- | -------- | --------- |
| Bradford City     | 3:0             | Mansfield Town      | 1:0      | 2:0       |
| Bristol Rovers    | 6:2             | Torquay United      | 2:2      | 4:0       |
| FC Bury           | 4:8             | FC Burnley          | 3:5      | 1:3       |
| Cardiff City      | 4:2             | Hereford United     | 2:1      | 2:1       |
| Carlisle United   | 3:7             | Bolton Wanderers    | 3:3      | 0:4       |
| Chester City      | 2:7             | FC Blackpool        | 1:2      | 1:5       |
| FC Chesterfield   | 2:3             | Hartlepool United   | 2:1      | 0:2 n. V. |
| Colchester United | 3:0             | Aldershot Town      | 2:0      | 1:0       |
| Crewe Alexandra   | (a)1:1(a)       | Tranmere Rovers     | 1:1      | 0:0 n. V. |
| Crystal Palace    | 3:1             | FC Portsmouth       | 2:0      | 1:1       |
| FC Darlington     | 2:6             | Peterborough United | 0:2      | 2:4       |
| Exeter City       | 1:8             | AFC Newport County  | 1:2      | 0:6       |
| FC Gillingham     | 3:2             | Leyton Orient       | 3:0      | 0:2       |
| Halifax Town      | 4:6             | Derby County        | 2:1      | 2:5 n. V. |
| Huddersfield Town | 2:1             | Doncaster Rovers    | 1:1      | 1:0       |
| FC Millwall       | 2:4             | Northampton Town    | 0:2      | 2:2       |
| Plymouth Argyle   | 2:3             | AFC Bournemouth     | 2:0      | 0:3 n. V. |
| FC Port Vale      | 1:2             | AFC Rochdale        | 1:0      | 0:2       |
| FC Reading        | 0:4             | Oxford United       | 0:2      | 0:2       |
| Scunthorpe United | 1:2             | Grimsby Town        | 1:2      | 0:0       |
| Sheffield United  | 3:2             | Hull City           | 3:1      | 0:1       |
| Southend United   | 3:4             | FC Fulham           | 1:0      | 2:4       |
| Stockport County  | 2:2 (5:6 i. E.) | Wigan Athletic      | 1:1      | 1:1 n. V. |
| Swindon Town      | 2:3             | Bristol City        | 2:1      | 0:2       |
| FC Walsall        | 1:2             | Preston North End   | 0:1      | 1:1       |
| FC Wimbledon      | 1:3             | FC Brentford        | 1:1      | 0:2       |
| AFC Wrexham       | 1:2             | Shrewsbury Town     | 1:0      | 0:2       |
| York City         | 3:4             | Lincoln City F.C.   | 2:1      | 1:3       |

## Zweite Runde
|                         | Gesamt    |                        | Hinspiel | Rückspiel |
| ----------------------- | --------- | ---------------------- | -------- | --------- |
| FC Arsenal              | 5:2       | Cardiff City           | 2:1      | 3:1       |
| Aston Villa             | 1:3       | Notts County           | 1:2      | 0:1       |
| FC Barnsley             | 5:2       | Cambridge United       | 2:1      | 3:1       |
| Bolton Wanderers        | 2:4       | FC Watford             | 1:2      | 1:2 n. V. |
| FC Brentford            | 3:2       | Blackburn Rovers       | 3:2      | 0:0       |
| Bristol City            | 2:3       | Sheffield Wednesday    | 1:2      | 1:1       |
| Bristol Rovers          | 1:3       | Swansea City           | 1:0      | 0:3       |
| FC Burnley              | 4:3       | FC Middlesbrough       | 3:2      | 1:1       |
| FC Chelsea              | 5:2       | Tranmere Rovers        | 3:1      | 2:1       |
| Colchester United       | 2:4       | FC Southampton         | 0:0      | 2:4       |
| Derby County            | (a)4:4(a) | Hartlepool United      | 2:0      | 2:4 n. V. |
| FC Fulham               | (a)2:2(a) | Coventry City          | 2:2      | 0:0 n. V. |
| FC Gillingham           | 2:1       | Oldham Athletic        | 2:0      | 0:1       |
| Grimsby Town            | 4:8       | Sheffield United       | 3:3      | 1:5       |
| Huddersfield Town       | 2:1       | Oxford United          | 2:0      | 0:1       |
| Ipswich Town            | 1:4       | FC Liverpool           | 1:2      | 0:2       |
| Leeds United            | 4:2       | Newcastle United       | 0:1      | 4:1 n. V. |
| Lincoln City F.C.       | 3:0       | Leicester City         | 2:0      | 1:0       |
| Luton Town              | 3:2       | Charlton Athletic      | 3:0      | 0:2       |
| Manchester United       | 4:2       | AFC Bournemouth        | 2:0      | 2:2       |
| AFC Newport County      | 2:4       | FC Everton             | 0:2      | 2:2       |
| Norwich City            | 4:2       | Preston North End      | 2:1      | 2:1       |
| Northampton Town        | 2:3       | FC Blackpool           | 1:1      | 1:2       |
| Nottingham Forest       | 7:4       | West Bromwich Albion   | 6:1      | 1:3       |
| Peterborough United     | 1:4       | Crystal Palace         | 0:2      | 1:2       |
| AFC Rochdale            | 0:5       | Bradford City          | 0:1      | 0:4       |
| Rotherham United        | 2:1       | Queens Park Rangers    | 2:1      | 0:0       |
| Shrewsbury Town         | 2:5       | Birmingham City        | 1:1      | 1:4       |
| Stoke City              | 2:3       | West Ham United        | 1:1      | 1:2       |
| Tottenham Hotspur       | 2:1       | Brighton & Hove Albion | 1:1      | 1:0       |
| Wigan Athletic          | 1:3       | Manchester City        | 1:1      | 0:2       |
| Wolverhampton Wanderers | 1:6       | AFC Sunderland         | 1:1      | 0:5       |

## Dritte Runde
|                   | Ergebnis |                     |
| ----------------- | -------- | ------------------- |
| Birmingham City   | 3:1      | Derby County        |
| Bradford City     | 0:0      | Manchester United   |
| FC Brentford      | 1:1      | Swansea City        |
| Coventry City     | 1:2      | FC Burnley          |
| Crystal Palace    | 1:2      | Sheffield Wednesday |
| FC Everton        | 1:1      | FC Arsenal          |
| FC Gillingham     | 2:4      | Tottenham Hotspur   |
| Leeds United      | 0:1      | Huddersfield Town   |
| Lincoln City F.C. | 1:1      | West Ham United     |
| FC Liverpool      | 1:0      | Rotherham United    |
| Luton Town        | 4:2      | FC Blackpool        |
| Manchester City   | 1:1      | FC Southampton      |
| Nottingham Forest | 7:3      | FC Watford          |
| Notts County      | 2:0      | FC Chelsea          |
| Sheffield United  | 1:3      | FC Barnsley         |
| AFC Sunderland    | 0:0      | Norwich City        |

### Wiederholungsspiele
|                   | Ergebnis  |                   |
| ----------------- | --------- | ----------------- |
| Manchester United | 4:1       | Bradford City     |
| Swansea City      | 1:2       | FC Brentford      |
| FC Arsenal        | 3:0       | FC Everton        |
| West Ham United   | 2:1 n. V. | Lincoln City F.C. |
| FC Southampton    | 4:0       | Manchester City   |
| Norwich City      | 3:1       | AFC Sunderland    |

## Vierte Runde
|                     | Ergebnis |                   |
| ------------------- | -------- | ----------------- |
| FC Arsenal          | 1:0      | Huddersfield Town |
| FC Burnley          | 3:2      | Birmingham City   |
| FC Liverpool        | 2:0      | Norwich City      |
| Manchester United   | 2:0      | FC Southampton    |
| Nottingham Forest   | 2:0      | FC Brentford      |
| Notts County        | 3:3      | West Ham United   |
| Sheffield Wednesday | 1:0      | FC Barnsley       |
| Tottenham Hotspur   | 1:0      | Luton Town        |

### Wiederholungsspiele
|                 | Ergebnis |              |
| --------------- | -------- | ------------ |
| West Ham United | 3:0      | Notts County |

## Fünfte Runde
|                   | Ergebnis |                     |
| ----------------- | -------- | ------------------- |
| FC Arsenal        | 1:0      | Sheffield Wednesday |
| FC Liverpool      | 2:1      | West Ham United     |
| Manchester United | 4:0      | Nottingham Forest   |
| Tottenham Hotspur | 1:4      | FC Burnley          |

## Halbfinale
|              | Gesamt |                   | Hinspiel | Rückspiel |
| ------------ | ------ | ----------------- | -------- | --------- |
| FC Arsenal   | 3:6    | Manchester United | 2:4      | 1:2       |
| FC Liverpool | 3:1    | FC Burnley        | 3:0      | 0:1       |

## Finale
| FC Liverpool                               | FC Liverpool | Manchester United | Manchester United |
| ------------------------------------------ | --- | --- | ----------------- |
| FC Liverpool                               | \| Sonntag, 26. März 1983 in London (Wembley) \| \| Ergebnis: 2:1 n. V. (1:1, 0:1) \| \| Zuschauer: 99.304 \| \| Schiedsrichter: Clive Thomas \|                                                               | \| Sonntag, 26. März 1983 in London (Wembley) \| \| Ergebnis: 2:1 n. V. (1:1, 0:1) \| \| Zuschauer: 99.304 \| \| Schiedsrichter: Clive Thomas \|                                                                | Manchester United |
| FC Liverpool                               | Bruce Grobbelaar – Phil Neal, Alan Kennedy, Alan Hansen, Mark Lawrenson – Ronnie Whelan, Sammy Lee, Graeme Souness , Craig Johnston (83. David Fairclough) – Kenny Dalglish, Ian Rush Cheftrainer: Bob Paisley | Gary Bailey – Mike Duxbury, Arthur Albiston, Kevin Moran (69. Lou Macari), Gordon McQueen – Remi Moses, Ray Wilkins, Arnold Mühren, Steve Coppell – Frank Stapleton, Norman Whiteside Cheftrainer: Ron Atkinson | Manchester United |
| FC Liverpool                               | 1:1 Alan Kennedy (75.) 2:1 Ronnie Whelan (98.) | 0:1 Norman Whiteside (12.) | Manchester United |
| Sonntag, 26. März 1983 in London (Wembley) | | |                   |
| Ergebnis: 2:1 n. V. (1:1, 0:1)             | | |                   |
| Zuschauer: 99.304                          | | |                   |
| Schiedsrichter: Clive Thomas               | | |                   |